# Parafia Akademicka św. Ireneusza w Częstochowie
Artykuł ten został zgłoszony do umieszczenia na stronie głównej w rubryce „Czy wiesz”.
Pomóż nam go sprawdzić: oceń zgłoszoną nominację.
Parafia Akademicka Świętego Ireneusza w Częstochowie – rzymskokatolicka parafia, położona w dekanacie Częstochowa – Podwyższenia Krzyża Świętego, archidiecezji częstochowskiej w Polsce, erygowana w 2004. Jest to parafia personalna działająca dla środowiska akademickiego w Częstochowie, funkcjonuje w niej Duszpasterstwo Akademickie „Emaus”.

## Opis
Jest to parafia personalna, czyli nieobejmująca wiernych mieszkających na danym terytorium, ale bazująca na więziach łączących ludzi określonego środowiska. Ma służyć osobom tworzącym środowisko akademickie w Częstochowie. Kościół wraz z ośrodkiem duszpasterskim znajdują się w centrum miasteczka akademickiego. W parafii działa Duszpasterstwo Akademickie „Emaus”. Oprócz grup studenckich funkcjonują tam następujące wspólnoty:
- Wspólnota Rodzin Emaus[5],
- Szkoła Nowej Ewangelizacji[6],
- OdDAni+ (dawniej 25+)[7][8].

## Historia duszpasterstwa i parafii
Duszpasterstwo Akademickie w Częstochowie utworzono w 1951 roku. Powołał je biskup Zdzisław Goliński. Początkowo działało przy kościele św. Jakuba. W późniejszych latach msze św. odprawiano w kościele Najświętszego Imienia Maryi. Na przełomie lat 60. i 70. XX wieku spotkania zaczęły się odbywać w piwnicy budynku kurii diecezjalnej. Duszpasterstwo funkcjonowało wówczas pod nazwą „Piwnica”. Na początku lat 80. duszpasterstwo zostało przeniesione bliżej akademików, do kościoła św. Wojciecha. W 1988 roku zaczęło funkcjonować pod nazwą „Emaus”.
Parafia akademicka została erygowana 25 marca 2004 przez arcybiskupa Stanisława Nowaka jako pierwsza akademicka parafia personalna w Polsce. W 2006 roku rozpoczęła się budowa kościoła akademickiego św. Ireneusza. Poświęcenia kościoła dokonał 18 października 2007 roku biskup Antoni Długosz. Uroczysta konsekracja świątyni miała miejsce 9 października 2011 roku.

### Duszpasterze akademiccy
Przed utworzeniem parafii duszpasterzami akademickimi w Częstochowie byli:
- ks. Tadeusz Ojrzyński[a] (1951–1959)
- ks. Zdzisław Wajzner (1959–1967)
- ks. Ireneusz Skubiś (1967–1983[b])
- ks. Marian Duda (1983[b]–1989)
- ks. Zdzisław Zgrzebny (1989–1998)
- ks. Andrzej Przybylski (1998–2008[c])

### Proboszczowie parafii
| imię i nazwisko        | daty urzędowania |
| ---------------------- | ---------------- |
| ks. Andrzej Przybylski | 2004–2008        |
| ks. Marek Bator        | 2008–2013        |
| ks. Grzegorz Szumera   | 2013–2015        |
| ks. Jacek Michalewski  | 2015             |
| ks. Rafał Grzesiak     | 2015–2020        |
| ks. Michał Krawczyk    | od 2020          |